# Михайлов, Никита (боец)
Никита Витальевич Михайлов (род. 27 октября 1998 года, Лиски, Россия) — российский боец смешанных единоборств, представитель легчайшей весовой категории. Выступает на профессиональном уровне с 2016 года, известен по участию в турнирах престижной бойцовской организации Bellator. Ученик Фёдора Емельяненко.

## Биография
Никита Михайлов родился 27 октября 1998 года в городе Лиски. По национальности русский. Спортом начал заниматься с 6 лет, а в 12 лет добился серьёзных результатов. Является трёхкратным чемпионом мира по полноконтактному рукопашному бою[когда?][где?].  Его первый тренер - Рустам Кучкаров. В 2021 году вошёл в команду Фёдора Емельяненко "Fedor Team". 23 октября 2021 года дебютировал в крупной лиге Bellator.

## Статистика ММА
| Боёв 9          | Побед 8 | Поражений 1 |
| --------------- | ------- | ----------- |
| Нокаутом        | 3       | 0           |
| Сдачей          | 0       | 1           |
| Решением        | 5       | 0           |
| Ничьи           | 0       | 0           |
| Не состоявшихся | 0       | 0           |

| Результат | Рекорд | Соперник            | Способ                                    | Турнир                                                 | Дата             | Раунд | Время | Место                                      | Примечание                                          |
| --------- | ------ | ------------------- | ----------------------------------------- | ------------------------------------------------------ | ---------------- | ----- | ----- | ------------------------------------------ | --------------------------------------------------- |
| Поражение | 9-3    | Леандро Хиго        | Удушающим приёмом (гильотина)             | Bellator 298                                           | 11 августа 2023  | 2     | 2:50  | Су-Фолс, Южная Дакота, США                 |                                                     |
| Победа    | 9-2    | Дэррион Колдуэлл    | Решением (единогласным)                   | Bellator 290                                           | 4 февраля 2023   | 3     | 5:00  | Инглвуд, Калифорния, США                   |                                                     |
| Поражение | 8-2    | Энрике Барзола      | Решением (единогласным)                   | Bellator 278                                           | 22 апреля 2022   | 3     | 5:00  | Гонолулу, Гавайи, США                      | Отборочный этап гран-при Bellator в легчайшем весе. |
| Победа    | 8-1    | Блэйн Шатт          | Техническим нокаутом (удары)              | Bellator 273: Бейдер - Молдавский                      | 29 января 2022   | 3     | 3:23  | Финикс, Аризона, США                       |                                                     |
| Победа    | 7-1    | Брайан Мур          | Решением (единогласным)                   | Bellator 269: Федор - Джонсон                          | 23 октября 2021  | 3     | 5:00  | Москва, Россия                             |                                                     |
| Победа    | 6-1    | Мухаммед Эминов     | Решением (большинством судейских голосов) | FNG 92 Fight Nights Global 92                          | 6 апреля 2019    | 3     | 5:00  | Москва, Россия                             |                                                     |
| Победа    | 5-1    | Сабит Жусупов       | Решением (раздельным)                     | FNG Fight Nights Global 86                             | 1 апреля 2018    | 3     | 5:00  | Алматы, Казахстан                          |                                                     |
| Победа    | 4-1    | Вадим Бусеев        | Решением (единогласным)                   | FNG Fight Nights Global 82                             | 16 декабря 2017  | 3     | 5:00  | Москва, Россия                             |                                                     |
| Поражение | 3-1    | Александр Подлесный | Удушающим приёмом (треугольник)           | Champion No. 1 Fight Club International MMA Tournament | 21 июля 2017     | 1     | 2:13  | Сочи, Краснодарский край, Россия           |                                                     |
| Победа    | 3-0    | Алексей Пасторов    | Решением (единогласным)                   | FNG Fight Nights Global 61                             | 11 марта 2017    | 3     | 5:00  | Брянск, Брянская область, Россия           |                                                     |
| Победа    | 2-0    | Михаил Круподеров   | Техническим нокаутом (удары)              | Octagon Battle Promotion Battle on the Yenisei 2       | 29 сентября 2016 | 1     | 2:30  | Красноярск, Красноярский край, Россия      |                                                     |
| Победа    | 1-0    | Пётр Бирко          | Техническим нокаутом (удары)              | SOMMAF Steel Battle 3                                  | 29 июля 2016     | 1     | 0:30  | Старый Оскол, Белгородская область, Россия | Дебют в проф. ММА.                                  |

### Комментарии
1. ↑  Никита Михайлов — биография, видео и статистика боёв